# Wegekreuz Peterstraße

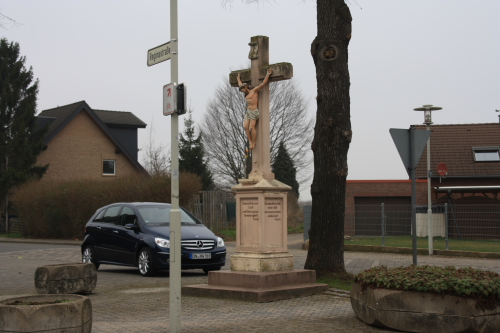
Das Kreuz

Das Wegekreuz Peterstraße befindet sich im Dürener Stadtteil Merken in Nordrhein-Westfalen. 
Das Wegekreuz steht an der Peterstraße an der Einmündung Reginastraße unter einem Baum.
Das Kreuz stammt aus der Mitte des 19. Jahrhunderts. Das ca. 3,50 m hohe Kreuz aus Sandstein steht auf einem rechteckigen Sockel mit vier eingetieften Inschriftfeldern und Psalmsprüchen. Am Kreuz befindet sich ein gusseiserner Korpus.
Das Bauwerk ist unter Nr. 11/009 in die Denkmalliste der Stadt Düren eingetragen.